# KFVE
KFVE（チャンネル6）は、アメリカ・ハワイ州カイルア・コナに認可されたテレビ局で、スペイン語のテレムンドネットワークの系列局としてハワイ諸島にサービスを提供している。CBS系列局のKGMB（チャンネル5）とNBC系列局のKHNL（チャンネル13）と共にグレイ・テレビジョンが所有している。ホノルルのカパラマ地区のワイアカミロ・ロード（Waiakamilo Road）にあるスタジオを共有し、KFVEの送信所は同州カラオア近くにある。
7,954平方マイル (20,601 km2)の地域にサービスを提供し、71,400人の推定人口をカバーしている。信号は、ワイルクのサテライト局のKLEI（チャンネル21/マンゴー・ブロードキャスティング（Mango Broadcasting）が所有し、ローカルマーケティング契約（LMA）に基づいてグレイが運営）、KHNLの第6デジタルサブチャンネル、KKAIの第2デジタルサブチャンネルで中継される。

## 歴史
1988年にマウナ・ケア・ブロードキャスティング（Mauna Kea Broadcasting）のKMGT（チャンネル26）のサテライトであるKVHFとして放送を開始し、1992年3月9日にコールレターをKLEIに変更した。Pax TV/i/Ion（KPXO-TVのサテライトとして）と提携し、その後2011年にザ・ファミリー・チャンネルと提携した。
2012年10月19日、ケーブルテレビのヘッドエンドに高品質の信号を配信することを条件に、オセアニック・タイム・ワーナー・ケーブル（現：Spectrum）とハワイアン・テルコムケーブルサービスで、州全体の必携ステータスを与えられた。
2017年後半、KLEIはファミリー・チャンネルとの提携を解消し、スペイン語ネットワークのテレムンドのハワイ初の地上波系列局となり、KHLU-CD（ユニビジョン系列局）が2016年に業務を停止した際に開設されたスペイン語放送局の市場の空白を埋めた。テレムンドとの提携後間もなく、ハワイの全てのケーブルシステムでKLEIが初めて利用できるようになった。
2018年12月3日、コールサインがKSIX-TVに変更された。
2020年7月8日、ホノルルを拠点とする放送局KGMBとKHNL及びそのサテライトの所有者であるグレイ・テレビジョンは、連邦通信委員会（FCC）の承認待ちで、KSIX-TVを100万ドルで購入することに合意した。マウイを拠点とするサテライトのKLEIは売却に含まれなかった。取引は同年9月9日に完了した。11月13日にKSIX-TVとヒロのKFVEのコールレターが入れ替わった。

## サブチャンネル
| チャンネル | チャンネル | 解像度 | アスペクト比 | ショートネーム | プログラミング                 |
| ---------- | ---------- | ------ | ------------ | -------------- | ------------------------------ |
| 6.1        | 21.1       | 480i   | 16:9         | KFVE-DT        | メインKFVE/KLEI番組/テレムンド |